# Andówki
Andówki, poszwikowate (Thinocoridae) – rodzina ptaków z rzędu siewkowych (Charadriiformes).

## Występowanie
Obejmuje gatunki występujące w Ameryce Południowej, zamieszkujące wysoko położone tereny trawiaste.

## Charakterystyka
Ptaki te charakteryzują się następującymi cechami:
- długość ciała 16–30 cm, masa 50–400 g[4]
- niewielkie, krępe ptaki o krótkich nogach i krótkich, grubych dziobach, przypominające wyglądem kuropatwy (Attagis) lub trznadle czy skowronki (Thinocorus)[4]
- mają płatek skóry osłaniający nozdrza, prawdopodobnie zapobiega to wpadaniu pyłu do nozdrzy[4]
- upierzenie wierzchu ciała maskujące, głównie z odcieniami brązu, czernią i barwą płową[4]
- żywią się soczystymi częściami roślin i nasionami[4]
- gniazdo to dołek wydrapany w ziemi, składają zwykle 4 jaja; inkubacja trwa ok. 25 dni[4]
- młode są zagniazdownikami[4].

## Podział systematyczny
Do rodziny należą następujące rodzaje:
- Attagis I. Geoffroy Saint-Hilaire & Lesson, 1831
- Thinocorus Eschscholtz, 1829